# Elizabeth Kee

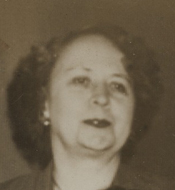
Elizabeth Kee

Maude Elizabeth Kee (* 7. Juni 1895 in Radford, Virginia; † 15. Februar 1975 in Bluefield, West Virginia) war eine US-amerikanische Politikerin. Zwischen 1951 und 1965 vertrat sie den fünften Wahlbezirk des Bundesstaates West Virginia im US-Repräsentantenhaus.

## Werdegang
Elizabeth Kee wurde als Maude Elizabeth Simpkins geboren. Sie besuchte sowohl öffentliche als auch private Schulen im Montgomery County in Virginia sowie Schulen in Roanoke, Washington, D.C. und Bluefield. Danach verfasste sie in einigen Zeitungen in West Virginia wöchentliche Artikel. Sie wurde auch Sponsorin des Woodrow-Wilson-Rehabilitationszentrums für Behinderte in Fishersville (Virginia).
Seit 1932 arbeitete sie als Sekretärin ihres Mannes, des Kongressabgeordneten John Kee. Nach dessen Tod im Jahr 1951 wurde sie als Kandidatin der Demokratischen Partei zum Nachfolger ihres Mannes im US-Repräsentantenhaus gewählt. Nach sechs Wiederwahlen konnte sie dieses Mandat zwischen dem 17. Juli 1951 und dem 3. Januar 1965 ausüben. In diese Zeit fielen der Koreakrieg und der Beginn des Vietnamkrieges. Damals wurden auch der 22., der 23. und der 24. Verfassungszusatz im Kongress beraten und verabschiedet.
Im Jahr 1964 verzichtete Kee auf eine weitere Kandidatur. Ihr Sohn James wurde dann zu ihrem Nachfolger gewählt. Er vertrat den fünften Distrikt von West Virginia bis zu dessen Auflösung im Jahr 1973 im Kongress.